# Cratere Theon Junior

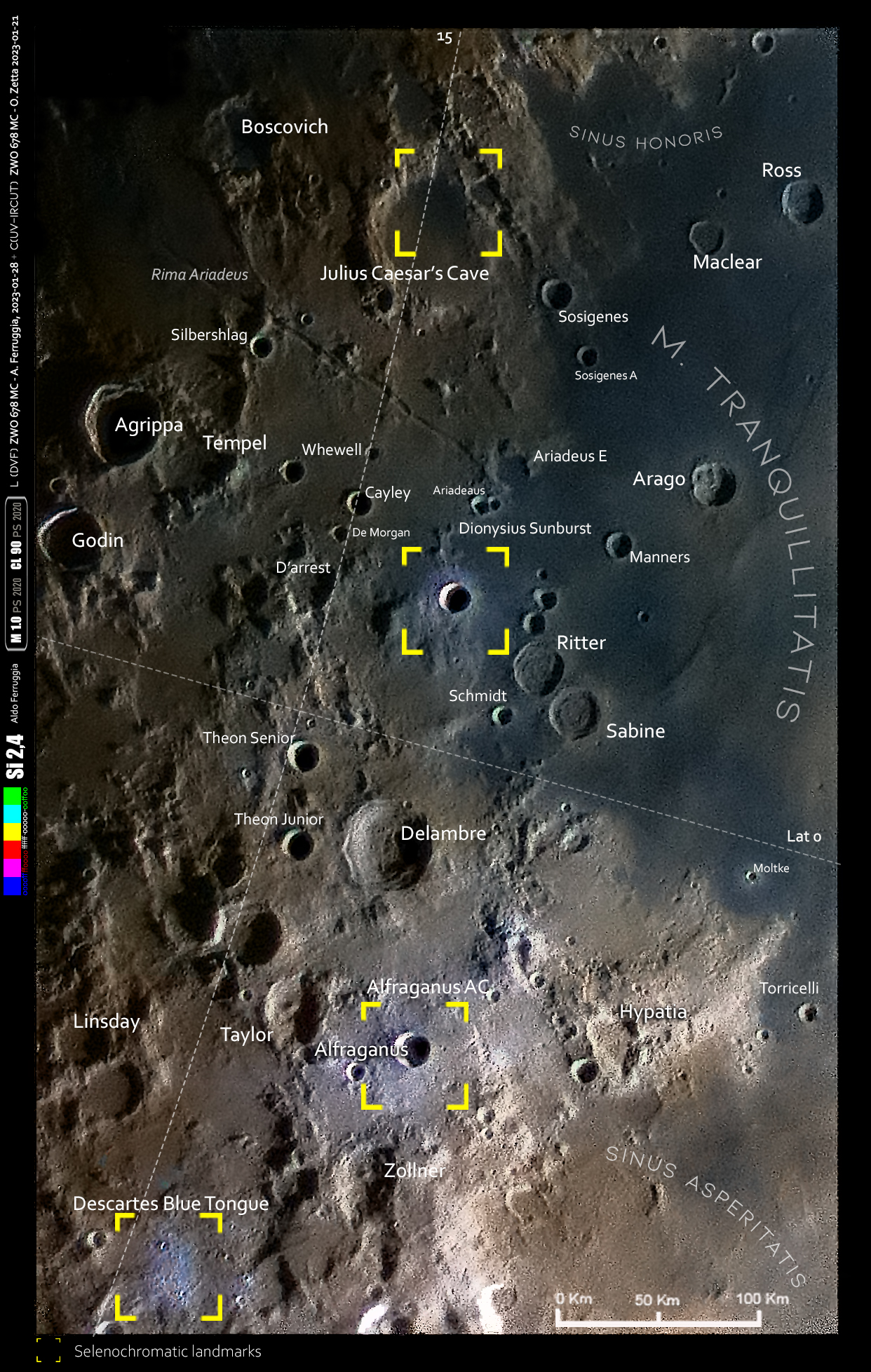
Il cratere con le strutture vicine in una Immagine Selenocromatica(Si)

Theon Junior è un cratere lunare di 17,61 km situato nella parte sud-orientale della faccia visibile della Luna.